# Mapleton (Maine)
Mapleton ist eine Town im Aroostook County des Bundesstaates Maine in den Vereinigten Staaten. Im Jahr 2020 lebten dort 1886 Personen in 868 Haushalten.

## Geographie
Nach dem United States Census Bureau hat Freedom eine Gesamtfläche von 88,94 km², von der 87,98 km² Land sind und 0,96 km² aus Gewässern bestehen.

### Geographische Lage
Mapleton liegt im Nordosten des Aroostook Countys. Durch den Norden des Gebietes der Town fließt in östlicher Richtung der Aroostook River. Entwässert wird das Towngebiet zum größten Teil durch den ostwärts fließenden North Branch Presque Isle Stream und den darin von Norden einmündenden Teakettle Brook; nur der äußerste Nordwesten Mapletons wird durch den in den Aroostook River mündenden Clayton Brook entwässert. Im Osten liegt der Hanson Lake. Die Oberfläche des Gebietes ist eher eben. Höchste Erhebung ist der 202 m hohe Hobart Hill im Südosten von Mapleton.

### Nachbargemeinden
Alle Entfernungen sind als Luftlinien zwischen den offiziellen Koordinaten der Orte aus der Volkszählung 2010 angegeben.
- Norden: Washburn, 3,7 km
- Osten: Presque Isle, 13,3 km
- Süden: Chapman, 4,3 km
- Westen: Castle Hill, 12,8 km
- Nordwesten: Wade, 15,7 km

Im Südwesten Mapletons liegen Gebiete, die nicht zur Besiedlung vorgesehen sind und keiner Verwaltung unterstehen. Sie sind allerdings zur späteren Verwendung oder für Großprojekte (z. B. dem Verlegen von Hochspannungstrassen von Elektrizitätswerken) in systematische Parzellen unterteilt.

### Stadtgliederung
In Mapletonn gibt es mehrere Siedlungsgebiete: Brannen (Eisenbahnstation), Mapleton, State Road und Traprock (ehemalige Eisenbahnstation).

### Klima
Die mittlere Durchschnittstemperatur in Mapleton liegt zwischen −12,2 °C (10° Fahrenheit) im Januar und 19,4 °C (67° Fahrenheit) im Juli. Damit ist der Ort gegenüber dem langjährigen Mittel Maines im Winter um etwa 3,5 °C kühler, während das Sommerhalbjahr weitgehend dem Mittel Maines entspricht. Die Schneefälle zwischen Oktober und Mai, mit einem Spitzenwert von etwa 62 cm im Januar,  liegen mit bis zu drei Metern etwa dreifach so hoch wie die mittlere Schneehöhe in den USA, die tägliche Sonnenscheindauer liegt am unteren Rand des Wertespektrums der USA.

## Geschichte
Der Boden in Mapleton ist ein sandiger Lehmboden, ziemlich fruchtbar und leicht zu bearbeiten. Hauptsächlich werden Kartoffeln angebaut. Es gab einen Stärkefabrik in der Stadt, die 60.000 Scheffel Kartoffel pro Jahr verarbeitete. Innerhalb der Town gibt es zwei Ansiedlungen, die Ortschaft Mapleton im Südwesten und State Road im Nordwesten. An den Flüssen wurden Sägewerke, Kieswerke und eine Kali-Fabrik betrieben.
Am 5. März 1880 wurde Mapleton zur Town erklärt, namensgebend war der in den Wäldern von Mapleton wachsende Maple. Im Jahr 1870 lebten 444 Bewohner in der Town, im Jahr 1880 waren es 705.

### Einwohnerentwicklung
| Volkszählungsergebnisse – Town of Mapleton, Maine | Volkszählungsergebnisse – Town of Mapleton, Maine | Volkszählungsergebnisse – Town of Mapleton, Maine | Volkszählungsergebnisse – Town of Mapleton, Maine | Volkszählungsergebnisse – Town of Mapleton, Maine | Volkszählungsergebnisse – Town of Mapleton, Maine | Volkszählungsergebnisse – Town of Mapleton, Maine | Volkszählungsergebnisse – Town of Mapleton, Maine | Volkszählungsergebnisse – Town of Mapleton, Maine | Volkszählungsergebnisse – Town of Mapleton, Maine | Volkszählungsergebnisse – Town of Mapleton, Maine |
| Jahr                                              | 1800                                              | 1810                                              | 1820                                              | 1830                                              | 1840                                              | 1850                                              | 1860                                              | 1870                                              | 1880                                              | 1890                                              |
| ------------------------------------------------- | ------------------------------------------------- | ------------------------------------------------- | ------------------------------------------------- | ------------------------------------------------- | ------------------------------------------------- | ------------------------------------------------- | ------------------------------------------------- | ------------------------------------------------- | ------------------------------------------------- | ------------------------------------------------- |
| Einwohner                                         |                                                   |                                                   |                                                   |                                                   |                                                   |                                                   |                                                   | 444                                               | 705                                               | 832                                               |
| Jahr                                              | 1900                                              | 1910                                              | 1920                                              | 1930                                              | 1940                                              | 1950                                              | 1960                                              | 1970                                              | 1980                                              | 1990                                              |
| Einwohner                                         | 853                                               | 1120                                              | 1128                                              | 1283                                              | 1354                                              | 1367                                              | 1514                                              | 1598                                              | 1895                                              | 1853                                              |
| Jahr                                              | 2000                                              | 2010                                              | 2020                                              | 2030                                              | 2040                                              | 2050                                              | 2060                                              | 2070                                              | 2080                                              | 2090                                              |
| Einwohner                                         | 1889                                              | 1948                                              | 1886                                              |                                                   |                                                   |                                                   |                                                   |                                                   |                                                   |                                                   |

## Wirtschaft und Infrastruktur

### Verkehr
In West-Ost-Richtung verläuft die Maine State Route 163. Sie verbindet Mapleton mit Presque Isle im Osten und Ashland im Westen. Durch den Norden der Town schlängelt sich die Maine State Route 227.
Mapleton liegt an der Bahnstrecke Squa Pan–Stockholm. Eine Abzweigung führt zur Bahnstrecke Mapleton–Presque Isle, die ausschließlich dem Güterverkehr dient.

### Öffentliche Einrichtungen
Mapleton besitzt keine eigene Bücherei, die Mark and Emily Turner Memorial Library in Presque Isle ist die nächstgelegene Bücherei.
In Mapleton gibt es kein Krankenhaus. Die nächstgelegenen Krankenhäuser für die Bewohner dieses Gebietes befinden sich in Caribou und Presque Isle.

### Bildung
Mapleton gehört mit Castle Hill, Chapman, Presque Isle und Westfield zum Maine School Administrative District #1.
Im Schulbezirk werden folgende Schulen angeboten:
- Zippel Elementary School in Presque Isle
- Mapleton Elementary School in Mapleton
- Pine Street Elementary School in Presque Isle
- Presque Isle Middle School in Presque Isle
- Presque Isle High School in Presque Isle
- Presque Isle Regional Career & Technical Center in Presque Isle